# Alexandre Roubtzoff
Alexandre Roubtzoff (em russo: Александр Александрович Рубцов; São Petersburgo, 24 de janeiro de 1884 — Túnis, 26 de novembro de 1949) foi um pintor francês nascido na Rússia e especializado em cenas orientalistas. A maior parte de sua vida adulta foi passada na Tunísia.

## Biografia
Sua mãe, Evgenia, não era casada. Em 1897, por decreto, recebeu o sobrenome de sua mãe e um patronímico de seu avô. Foi criado por sua madrinha, Ekaterina, e seu marido, o artista polonês Jan Ciągliński.
Iniciou seus estudos artísticos na escola de desenho onde sua madrinha lecionava, depois foi aluno de Dmitry Kardovsky e Ciągliński, na Academia de Artes da Rússia, onde recebeu um total de seis grandes prêmios. Na década de 1900, viajou extensivamente com seus pais adotivos, visitando Varsóvia, Viena, Veneza, Munique e Paris. Em 1907, ficou em Paris por um longo período e tornou-se um visitante regular nos estúdios de Odilon Redon.
Como bolsista da Academia, viajou pela Alemanha, França e Espanha e descobriu o norte da África; chegando a Tânger em 1913. No ano seguinte, foi para Túnis e, após o término da bolsa, decidiu estabelecer-se ali permanentemente; tornando-se cidadão francês em 1924. Frequentou o Instituto de Cartago e ganhou a vida como pintor de retratos para os membros da sociedade colonial francesa. Em 1920, realizou uma grande exposição de mais de 125 obras no Salão Túnis. Muitos de seus modelos locais também trabalharam para o fotógrafo Rudolf Franz Lehnert.
Inicialmente se preocupou com retratos precisos de trajes, adornos e tatuagens nativos; conhecimento que ele usaria para ilustrar as obras de Ernest-Gustave Gobert [fr], médico e etnógrafo. Mais tarde, desenvolveria um maior interesse no caráter das próprias pessoas que, apesar de pobres e sem instrução, eram, na sua opinião, bonitas e nobres, enquanto as pessoas cultas eram “feias, mesquinhas e deselegantes”.[carece de fontes?]
Realizou inúmeras exposições na França, bem como em Túnis, e algumas de suas pinturas foram compradas pelo governo. Muitos de seus trabalhos ainda podem ser vistos em residências oficiais. Mais tarde em sua vida, iria competir com o grupo cada vez mais popular de artistas conhecido como École de Tunis [fr], liderado por Pierre Boucherle [fr].
Morreu de tuberculose no hospital francês de Túnis e foi enterrado na seção russa do Cimetière du Borgel [fr]. Em 1984, uma grande retrospectiva foi realizada no Château de Bagatelle, em Paris, em conexão com o centésimo aniversário de seu nascimento. Em 2010, foi homenageado na Tunísia com uma exposição chamada “Roubtzoff et la Médina”; 48 desenhos que ele fez em 1944, além de algumas pinturas. Algumas de suas obras foram usadas para selos postais da Tunísia.

## Pinturas selecionadas

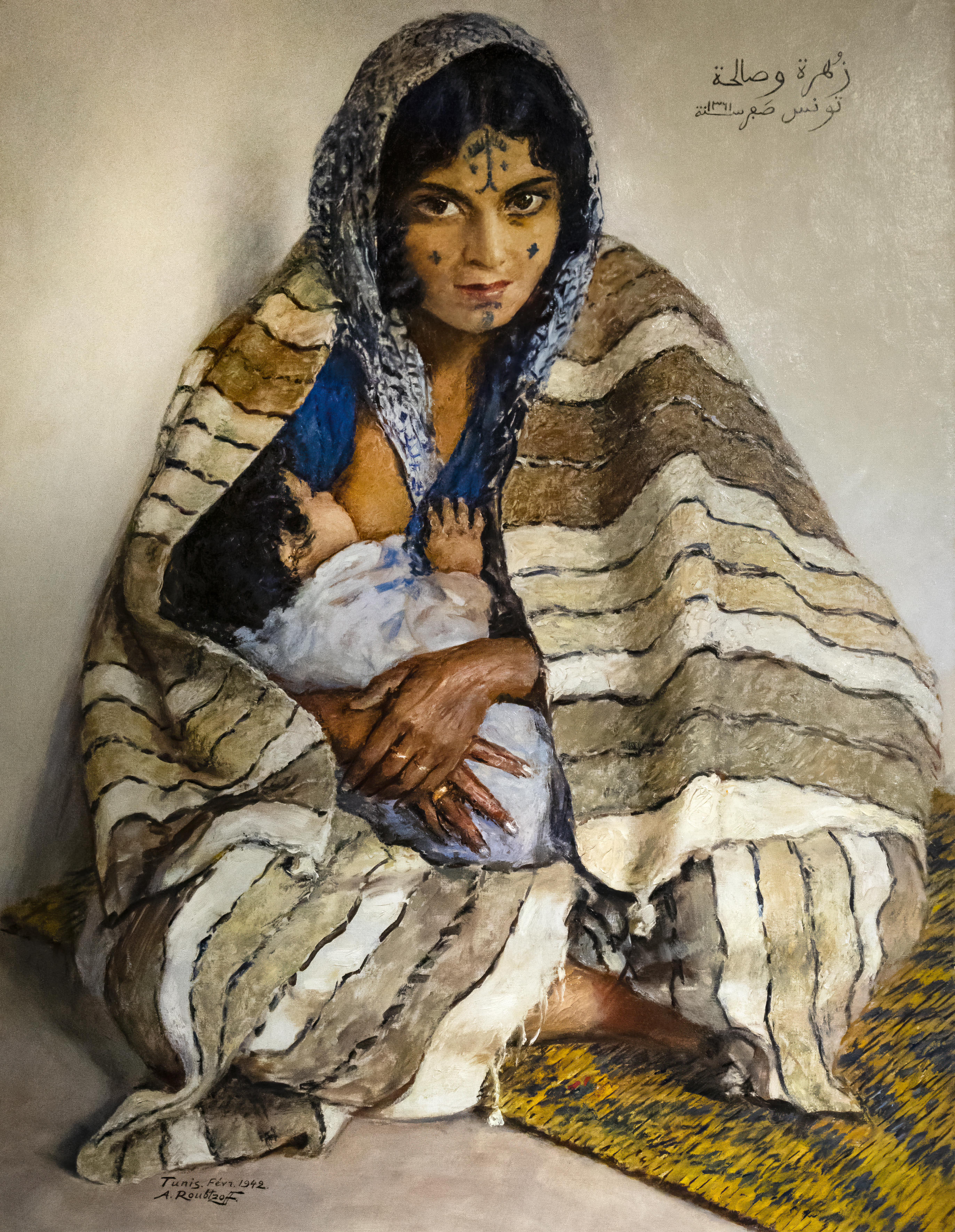
Bédouine à la couverture -  Musée des Beaux-Arts de Narbonne
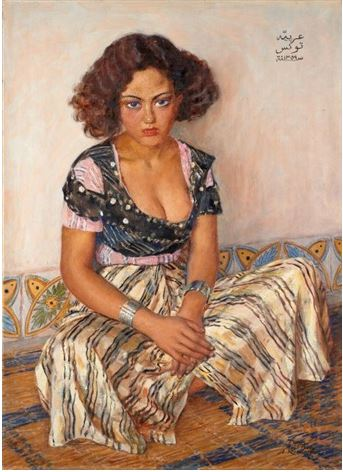
Arbia
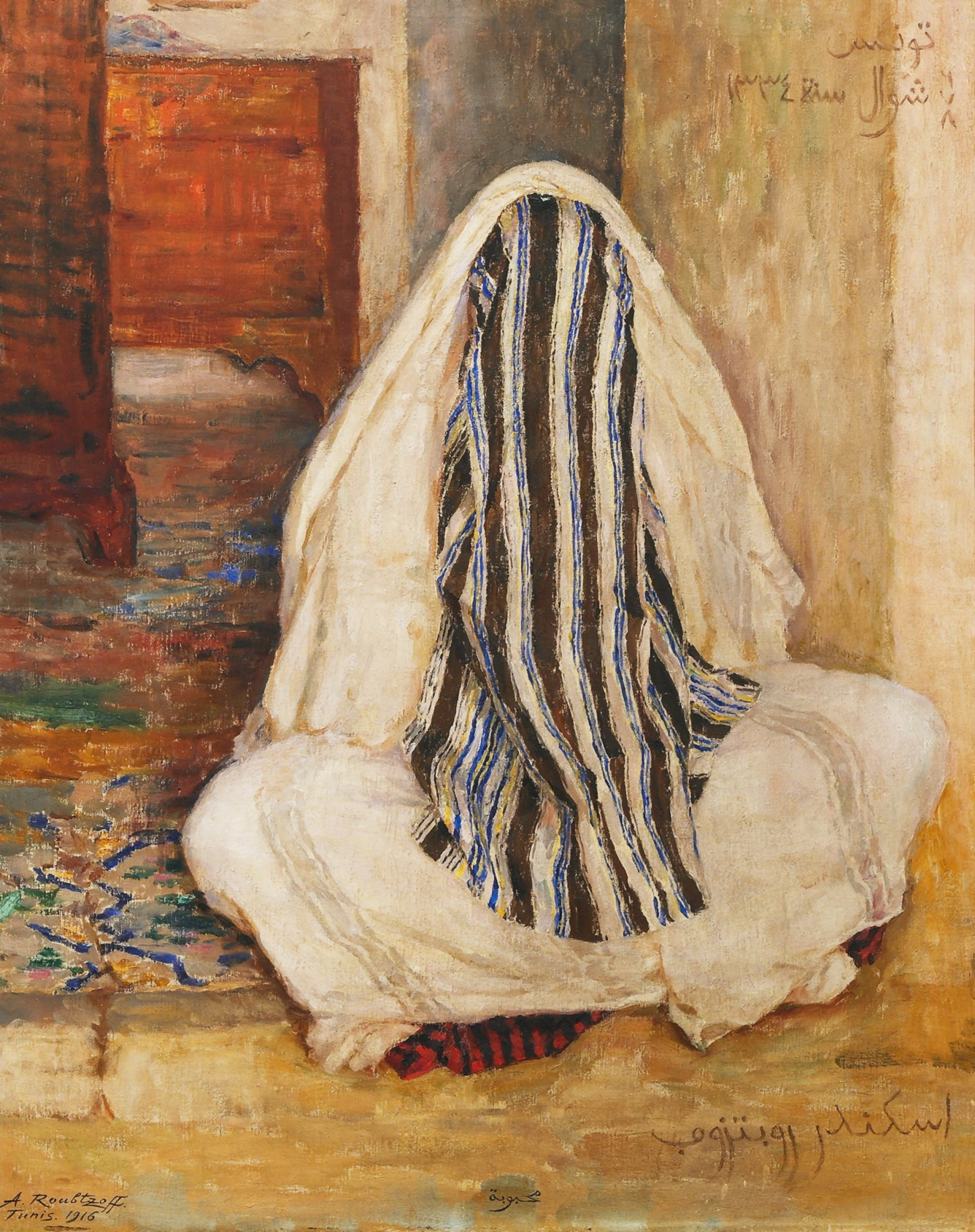
Mahbouba
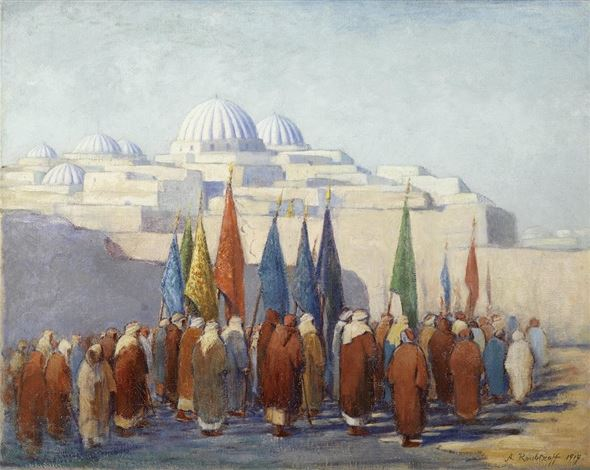
The Gathering
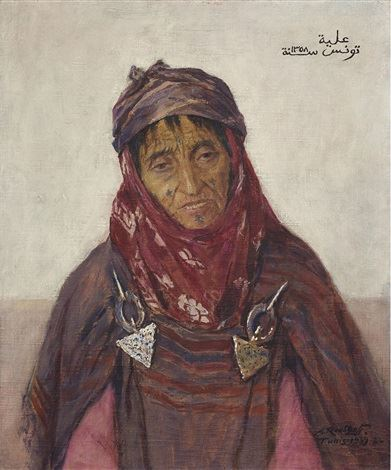
Aliya
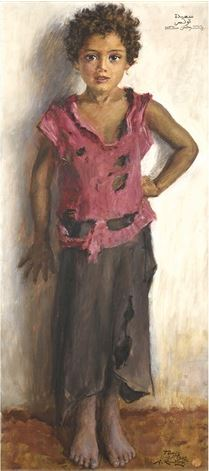
Saída